# Стамати, Камиль
Камиль Стамати (фр. Camille-Marie Stamaty; 23 марта 1811, Рим — 19 апреля 1870, Париж) — французский музыкальный педагог, композитор, пианист.
Сын грека на французской дипломатической службе и француженки. После смерти отца, работавшего во французском консульстве в Чивитавеккьи, в 1818 г. вместе с матерью вернулся во Францию. По решению матери не получил систематического музыкального образования, учился в большей степени литературе и истории и поступил на муниципальную службу, однако как музыкант-любитель с успехом выступал в различных домашних концертах. В 1832 г. на одном из таких концертов игру Стамати услышал Фридрих Калькбреннер, предложивший ему стать его учеником и одновременно ассистентом. На протяжении нескольких лет Стамати вёл подготовительный класс в престижной частной фортепианной школе Калькбреннера, предназначенной для детей из богатых парижских семей; одновременно он совершенствовал свою исполнительскую технику под руководством Калькбреннера, а также учился игре на органе у Франсуа Бенуа и изучал контрапункт под руководством Антона Рейхи. В 1836 г. он совершил также поездку в Лейпциг, чтобы взять некоторое количество уроков композиции и теории у Феликса Мендельсона.
С середины 1830-х гг. и до конца жизни Стамати считался одним из наиболее заметных частных педагогов Парижа. Большинство его учеников не становились профессиональными музыкантами — однако он был первым наставником Камиля Сен-Санса, учившегося у Стамати с семилетнего возраста вплоть до поступления в Парижскую консерваторию в 14 лет. Кроме того, у Стамати учился Луи Моро Готшалк.
Стамати оставил ряд сочинений, в том числе фортепианный концерт, фортепианное трио, несколько сонат; наибольшее значение имели многочисленные этюды, близкие к аналогичным высокотехничным этюдам Карла Черни.